# Морські трубопроводи
Морські́ трубопро́води (рос. морские трубопроводы; англ. off-shore pipelines, marine pipelines, subsea pipelines, нім. Offshore-Rohrleitungen f pl) — трубопроводи, які прокладаються в морських акваторіях; служать для транспортування нафти, нафтопродуктів, природних і штучних газів (в тому числі скраплених), води тощо.
Морські трубопроводи розміщують під дном (заглиблені трубопроводи), на дні (незаглиблені) і біля дна (занурені). 
Конструктивно морські трубопроводи виготовляються 
- однотрубними (товщина стінки понад 7 мм),
- двотрубними «труба в трубі» або
- багатотрубними та захищаються антикорозійною ізоляцією з полімерних і бітумних матеріалів посиленого типу.